# Nevermind (Dennis Lloyd)
Nevermind is een single van de Israëlische zanger Dennis Lloyd uit 2016. 

## Achtergrond
Nevermind is geschreven en geproduceerd door Lloyd, met eigennaam Nir Tibor. Het nummer is een remix op Nevermind (Alright), een lied wat Lloyd eerder had gemaakt en in 2017 ook als single had uitgebracht. Lloyd omschrijft deze versie als een r&b/urbanstijl-nummer. Het lied gaat over een vrouw die de zanger heeft verlaten, waarna de zanger afvraagt wat er allemaal te gebeuren staat. Hierna komt hij tot de conclusie om het maar te "Laten zitten". Lloyd schreef het nummer in Thailand, waar hij was om zijn eigen sound te ontdekken. Het lied was al geschreven en gereleaset in 2016, maar kwam pas na een heruitgave in 2018 in de meeste hitlijsten. Voor het lied had Lloyd al enkele singles uitgebracht, maar Nevermind betekende voor Lloyd zijn internationale doorbraak. Het nummer haalde internationaal grote successen. In Oostenrijk stond het op de eerste plaats in de hitlijsten, terwijl er ook in Zwitserland, Noorwegen, Duitsland, Zweden, Frankrijk en Australië top tien noteringen werden gehaald. In België haalde het de twintigste plaats in de Vlaamse hitlijst en de 26e plek in die van Wallonië. In Nederland waren er ook noteringen in beide hitlijsten; de 24 plek in de Single Top 100 en de 28e plek in de Top 40.